# Memphis Rogues
Memphis Rogues is een voormalige Amerikaanse voetbalclub uit Memphis, Tennessee. De club werd opgericht in 1978 en opgeheven in 1980. Het thuisstadion van de club was het Liberty Bowl Memorial Stadium dat plaats bood aan 51.000 toeschouwers. Ze speelden drie seizoenen in de North American Soccer League. Daarin werden geen aansprekende resultaten behaald.

## Verhuizing
Na het seizoen in 1980 verhuisde de club naar Calgary, Alberta om de clubnaam te veranderen naar de Calgary Boomers.